# Yo, mi, me, contigo
Yo, mi, me, contigo è il decimo album in studio del cantautore spagnolo Joaquín Sabina, pubblicato nel 1996.

## Tracce
1. El rocanrol de los idiotas - 4:20
2. Contigo - 4:45
3. Jugar por jugar - 4:15
4. Es mentira - 4:24
5. Mi primo El Nano - 3:41
6. Aves de paso - 4:34
7. El capitán de su calle - 3:11
8. Postal de La Habana - 5:24
9. Y sin embargo - 4:41
10. Viridiana - 2:54
11. Seis de la mañana - 3:54
12. No sopor..., no sopor... - 4:33
13. Tan joven y tan viejo - 4:17